# Couillet
Couillet is een plaats in de Belgische provincie Henegouwen, en een deelgemeente van de Waalse stad Charleroi. Couillet was een zelfstandige gemeente, tot die bij de gemeentelijke herindeling van 1977 toegevoegd werd aan de gemeente Charleroi.

## Bezienswaardigheden
- De Sint-Laurentiuskerk (Église Saint-Laurent) is een kerkgebouw met een romaanse toren (12e of 13e eeuw). Het schip is 16e-eeuws en in gotische stijl. Later werden twee zijbeuken met puntgevels toegevoegd. In de 18e en in eind 19e eeuw vonden herstelwerkzaamheden plaats. De kerk bevindt zich in Couillet-Centre.
- De Sint-Basiliuskerk is een neogotisch kerkgebouw van 1865-1867. Eind jaren '90 van de 20e eeuw werd de kerk gesloten en raakte in verval, zodat sloop dreigde.
- De Onze-Lieve-Vrouw-van-de-Rozenkranskerk (Église Notre-Dame du Rosaire) is een eenvoudig kruiskerkje van 1913-1914 in de wijk Quartier de l'Amérique.
- De Heilig-Hartkerk (Église du Sacré-Coeur) van 1954 bevindt zich in de wijk Festiaux is een sober kerkgebouw in traditionalistische stijl.
- Het Château de Parentville was de woning van Basile Parent die actief was tijdens de Belgische Revolutie en daarna spoorwegondernemer werd. In 1895 kwam het aan de maatschappij Solvay. In 2016 werd het aangekocht door de provincie Henegouwen en kreeg een sociaal-cultureel doel. Het kasteel wordt omringd door een domein van 20 ha.
- Een schachtbok bij schacht n° 5 van de Charbonnage de Monceau-Fontaine.

## Natuur en landschap
Couillet , gelegen aan de Sambre, is sterk verstedelijkt. Mijnterrils en een verlaten kalksteengroeve zijn nog aanwezig. De hoogte aan de Sint-Laurentiuskerk bedraagt 102 meter.

## Economie
Steenkool werd gewonnen in diverse mijnen zoals die van Fiestaux. Deze steenkool werd gebruikt in de metallurgische industrie die zich hier eveneens ontwikkelde. In de jaren '50 en '70 van de 20e eeuw verdween deze industrie.
In 1863 werd de chemische fabriek van Solvay opgericht, de eerste die het Solvayproces toepaste. Van 1900-1980 werd de groeve Carrière Solvay uitgebaat, waar kalksteen werd gewonnen voor het proces dat ten doel had om natriumcarbonaat te vervaardigen. In 1998 werd de fabriek, die toen nog slechts calciumchloride produceerde, gesloten.
In 2013 kwam een afvalverwerkingsinstallatie in bedrijf. Enkele mijnterrils en schachtbokken zijn nog aanwezig.

## Demografische ontwikkeling
- Bronnen:NIS, Opm:1831 tot en met 1970=volkstellingen, 1976= inwoneraantal op 31 december

## Geboren in Couillet
- Oscar Behogne, minister van Staat.
- Mischaël Modrikamen, advocaat en politicus.

## Nabijgelegen kernen
Marcinelle, Loverval, Châtelet, Montignies-sur-Sambre

## Externe link

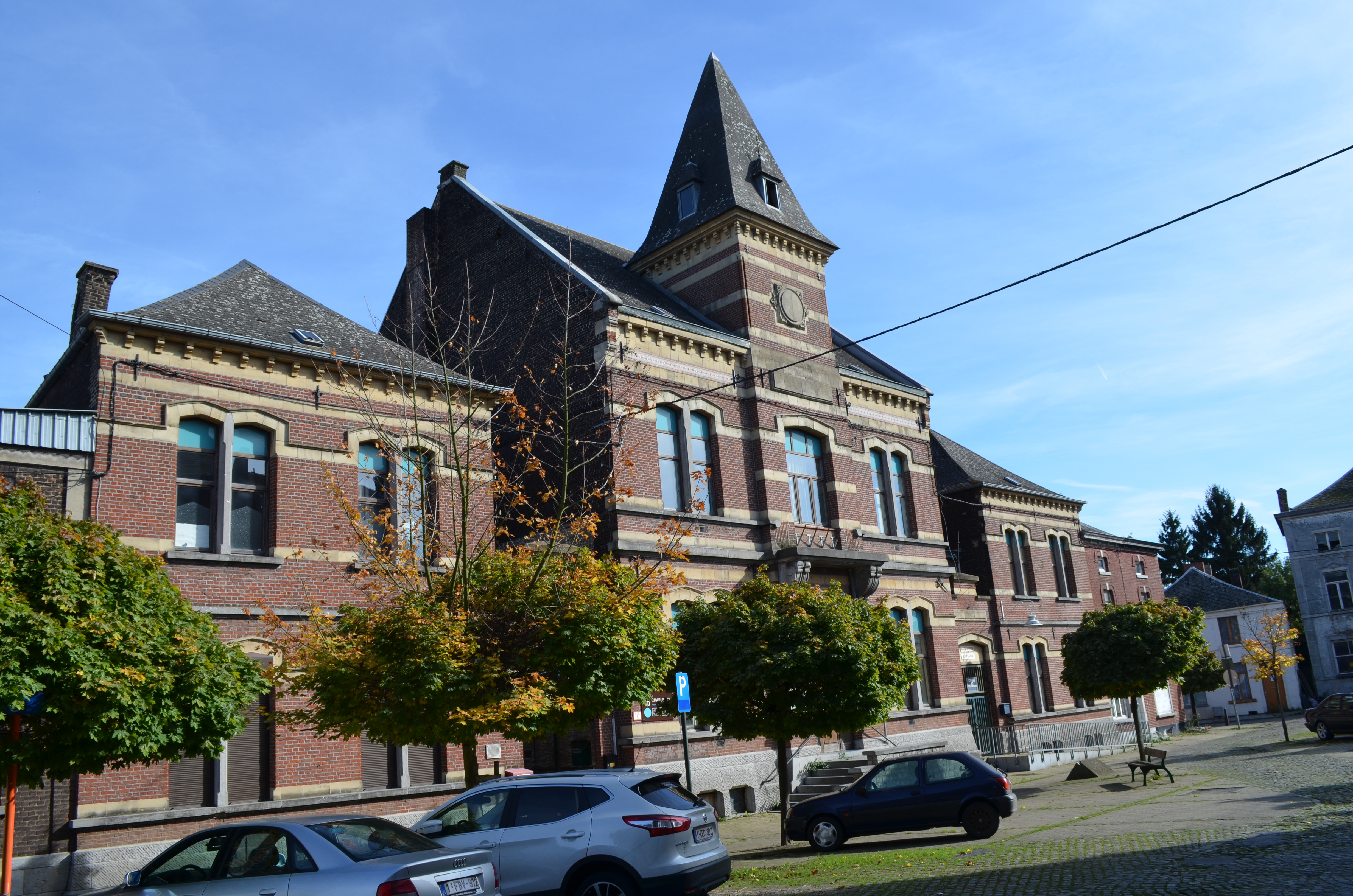
Gemeentehuis van Couillet